# Rudolf Eisler
 (mai 2023).
Si vous disposez d'ouvrages ou d'articles de référence ou si vous connaissez des sites web de qualité traitant du thème abordé ici, merci de compléter l'article en donnant les références utiles à sa vérifiabilité et en les liant à la section « Notes et références ».
Rudolf Eisler (1873-1926) est un philosophe autrichien, spécialiste de Kant et mondialement connu pour son Kant-Lexikon.

## Biographie
Fils d'un marchand de tissus juif prospère, sa famille passe une partie de l'année dans un magnifique appartement du boulevard Saint-Germain à Paris. Son frère aîné, Gaston reprend l'entreprise de son père et un autre frère, Armand, est un avocat prospère. Grâce à la fortune familiale, il peut se consacrer à des études de philosophie à Leipzig, Prague et Vienne et soutient en 1894 une thèse de doctorat consacrée à la formation de la doctrine kantienne de l'a priori.
Dans la Vienne du début du siècle, Rudolf Eisler n'avait aucune chance d'obtenir un poste de professeur à l'université car il est d'origine juive, quoi qu'il soit ouvertement athée. Ce n'est que grâce au soutien de son frère Armand qu'il peut mener ses travaux à leur terme.
Son œuvre principale est le Dictionnaire des termes et des expressions philosophiques, publié pour la première fois en 1899 en trois volumes. Une version entièrement révisée en 12 volumes du dictionnaire est conçue par Joachim Ritter sur la base de ses approches conceptuelles et historiques, qui sont publiés de 1971 à 2005 sous le titre de Dictionnaire historique de la philosophie.
En outre, Eisler travaille pendant plusieurs années au Kant-Lexikon, dictionnaire unique en son genre qui explique presque toutes les notions et concepts présents dans l’œuvre de Kant à partir de ses textes eux-mêmes. Il reste un instrument de travail précieux pour les chercheurs au début du XXIe siècle.
Il meurt le 13 décembre 1926 à Vienne.

### Famille et vie privée
De son mariage avec Ida Maria, née Fischer (1876-1929), naissent plusieurs enfants, dont le compositeur Hanns Eisler qui est l'élève d'Arnold Schönberg et le collaborateur de Bertold Brecht.

## Publications
- Wörterbuch der philosophischen Begriffe, Berlin, 1899 (2e édition en 1904, 3e édition en 1910 et 4e édition en 1927-1930, complétée par Karl Roretz)
- Kant-Lexikon, 1930, trad. fr. Pierre Osmo, Paris, Gallimard, 1994.

## Crédit d'auteurs
- (de) Cet article est partiellement ou en totalité issu de l’article de Wikipédia en allemand intitulé « Rudolf Eisler (Philosoph) » (voir la liste des auteurs).